# Orde senatorial romà
L'orde senatorial romà era el cos de Senadors de l'antiga Roma
Amb la República la designació de les vacants del Senat, va passar als cònsols i després als Censors. El seu funcionament va ser regulat per la Llei Ovinia, i les promocions a l'Orde Senatorial (Ordo Senatorius) van quedar obertes a tots els ciutadans que haguessin estat abans Edil Curul, Pretor o Cònsol (els cònsols ja tenien dret a ser Senadors amb vot). El Censor estava obligat a incloure a la llista de nous senadors als cònsols que havien deixat el càrrec, llevat que per precepte legal poguessin proclamar la seva exclusió motivada. Però a causa del fet que els ciutadans que podien ocupar un lloc al senat no eren suficients per a cobrir les baixes que es produïen per mort o exclusió i el nombre de senadors no podia baixar per sota de tres-cents, els censors podien elegir lliurement entre aquells que no havien exercit una magistratura de les citades, si bé els designats devien haver-se distingit pel seu valor, haver matat a un cap enemic o salvat a un ciutadà romà. A aquests senadors se'ls anomenava Subalterns (Senatores Pedarii), i tenien dret a vot però no podien participar en la discussió.
El Senadors, encara que teòricament supeditat a les Assemblees, eren els que dominaven en matèria de legislació, d'elecció i de govern. Els projectes de llei eren sotmesos prèviament al Senat. El Senadors, al disposar del poder executiu, podien posar o no en execució un plebiscit votat. Fins i tot van poder legislar sense que les lleis fossin ratificades per l'Assemblea en "els casos urgents", sense perjudici d'ulterior ratificació, que sovint ja no era demanada.
Els Senadors es van adjudicar la designació del Dictador (el seu nomenament corresponia abans als Cònsols), i van assumir també la pròrroga de càrrecs (el cònsol cessant que no es trobava a Roma al moment del cessament, seguia en funcions com procònsol; el mateix ocorria amb els pretors que continuaven com propretores). Això va portar, en la pràctica, a una reelecció encoberta (des del 307 aC = 447 de Roma, un Senatus consultus era suficient per prorrogar una magistratura). A més, a les eleccions, l'aristocràcia recolzava als candidats del Senat.
El Senadors decidien sobre la guerra, la pau, les aliances, la fundació de colònies, les assignacions de terres públiques, els treballs públics, el sistema de rendes, l'assignació de departaments als magistrats, el contingent de l'exèrcit, el pressupost dels departaments, etc. Els qüestors no podien fer cap pagament sense un senatus consultus (amb algunes excepcions per als cònsols).